# Channel 3 (rete televisiva thailandese)
Channel 3 è un canale televisivo della Thailandia, nato ufficialmente il 26 marzo 1970 da una join-venture tra le aziende BEC e MCOT col nome Thailand Colour Television Channel 3 MCOT.

## Storia

### Anni 2010 e oggi
Insieme al lancio di Channel 3 Family, il 25 aprile 2014 Channel 3 sbarca in digitale, in due versioni: Channel 3 SD e Channel 3 HD. I canali in questione hanno un palinsesto spesso diverso da quello originale, che comunque rimane disponibile in versione analogica, satellitare e via cavo, per via dei diritti digitali esclusivamente in mano a BEC, mentre quelli analogici a MCOT. Da quel momento, la versione originale del canale viene comunemente soprannominata Channel 3 Original.
Già il 1º settembre vennero chiusi i canali satellitari e via cavo di Channel 3 Original, mentre dal 10 ottobre il segnale analogico diventa definitivamente un simulcast delle due nuove versioni, finché non cesserà definitivamente le trasmissioni il 31 marzo 2020.

## Programmi televisivi trasmessi
- My Husband in Law